# Ctenichneumon funereus
Ctenichneumon funereus är en stekelart som först beskrevs av Geoffroy 1785.  Ctenichneumon funereus ingår i släktet Ctenichneumon och familjen brokparasitsteklar. Arten är reproducerande i Sverige. Inga underarter finns listade i Catalogue of Life.